# 塔格瓦尔德峰
46°46′50″N 11°29′49″E / 46.78056°N 11.49694°E
塔格瓦爾德峰（德語：Tagewaldhorn），是意大利的山峰，位於該國北部，由博爾扎諾-南蒂羅爾自治省負責管轄，屬於萨恩塔尔山脉的一部分，海拔高度2,708米，每年平均降雨量1,579毫米。